# Seznam poslancev osme italijanske legislature
Seznam poslancev osme italijanske legislature prikazuje imena poslancev Osma legislature Italijanske republike po splošnih volitvah leta 1979.

## Povzetek sestave
| Parlamentarne skupine                             | končna Leg. |
| ------------------------------------------------- | ----------- |
| Komunisti                                         | 193         |
| Krščanski demokrati                               | 263         |
| Italijansko socialno gibanje - Nacionalna desnica | 29          |
| Partito Socialista Democratico Italiano           | 19          |
| Partito Socialista Italiano                       | 61          |
| Repubblicano                                      | 15          |
| Partito Liberale Italiano                         | 9           |
| Partito di Unità Proletaria per il Comunismo      | 6           |
| Partito Radicale                                  | 11          |
| Misto                                             | 24          |
| Skupaj                                            | 630         |

Sestava mešane skupine
|                                          | končna Leg. |
| ---------------------------------------- | ----------- |
| Južnotirolska ljudska stranka            | 3           |
| Skupina človekove pravice                | 3           |
| Neodvisna levica                         | 11          |
| Ljudsko demokratsko gibanje              | 1           |
| Združenje za Trst                        | 1           |
| Poslanci, ki ne pripadajo nobeni skupini | 5           |
| Skupaj                                   | 24          |

## Predsedstvo

#### Predsednik
- Nilde Iotti (PCI)

#### Podpredsedniki
- Oscar Luigi Scalfaro (DC)
- Maria Eletta Martini (DC)
- Loris Fortuna (PSI) (zapustila funkcijo 1.12.1982)
- Aldo Aniasi (PSI) (izvoljen 14.12.1982)
- Pier Luigi Romita (PSDI) (zapustila funkcijo 18.10.1980)
- Luigi Preti (PSDI) (izvoljen 17.12.1980)

#### Kvestorji
- Ernesto Pucci (DC)
- Antonio Caruso (PCI)
- Stefano Servadei (PSI)

#### Sekretarji
- Virginiangelo Marabini (DC)
- Pietro Zoppi (DC)
- Raffaele Giura Longo (PCI)
- Alfonso Gianni (PdUP)
- Antonio Guarra (MSI-DN)
- Francesco De Cataldo (Misto)
- Raffaele Costa (PLI) (zapustila funkcijo 7.8.1979)
- Egidio Sterpa (PLI) (izvoljen 3.10.1979)
- Vitale Robaldo (PRI) (zapustila funkcijo 5.4.1980)
- Gianni Ravaglia (PRI) (izvoljen 24.6.1980)

## Parlamentarne skupine

### Krščanski demokrati

#### Predsednik
- Gerardo Bianco

#### Podpredsedniki
- Paolo Cirino Pomicino (v funkciji od 17.5.1980)
- Silvestro Ferrari (v funkciji od 26.1.1983)
- Manfredo Manfredi (v funkciji od 17.5.1980)
- Calogero Mannino (v funkciji od 17.5.1980 do 21.10.1980)
- Pietro Padula (v funkciji od 26.1.1983)
- Mariotto Segni (v funkciji od 25.11.1981)
- Nicola Vernola (v funkciji od 17.5.1980)

#### Sekretarji
- Lorenzo Cappelli (v funkciji od 25.11.1981)
- Silvestro Ferrari (v funkciji od 24.10.1979 do 25.11.1981)
- Leandro Fusaro (v funkciji od 25.11.1981 do 26.1.1983)
- Ferdinando Russo (v funkciji od 25.11.1981)
- Giovanni Zarro (v funkciji od 24.10.1979 do 25.11.1981)

#### Upravni sekretarji
- Sergio Pezzati (v funkciji od 24.10.1979 do 25.11.1981)
- Silvestro Ferrari (v funkciji od 25.11.1981 do 26.1.1983)
- Leandro Fusaro (v funkciji od 26.1.1983)

#### Člani
- Fabrizio Abbate
- Giancarlo Abete
- Alberto Aiardi
- Gianfranco Aliverti
- Raffaele Allocca
- Giovanni Amabile
- Domenico Amalfitano
- Giuseppe Andreoli
- Giovanni Andreoni
- Giulio Andreotti
- Tina Anselmi
- Dario Antoniozzi (v funkciji do 22.1.1980)
- Pietro Rende (prevzel 23.1.1980)

- Baldassare Armato
- Angelo Armella
- Lino Armellin
- Gian Aldo Arnaud
- Vitale Artese
- Giuseppe Astone
- Giacomo Augello
- Giuseppe Azzaro
- Nello Balestracci
- Piero Angelo Balzardi
- Moreno Bambi
- Piero Bassetti (v funkciji do 3.3.1982)
- Roberto Confalonieri (prevzel 4.3.1982)

- Aldo Bassi
- Ernesta Belussi
- Guido Bernardi
- Fortunato Bianchi
- Ilario Bianco
- Tommaso Bisagno
- Guido Bodrato
- Ines Boffardi
- Gilberto Bonalumi
- Franco Bonferroni
- Paolo Bonomi
- Andrea Borri
- Andrea Borruso
- Franco Bortolani
- Manfredi Bosco
- Giuseppe Botta
- Francesco Bova
- Piergiorgio Bressani
- Italo Briccola
- Beniamino Brocca
- Francesco Bruni
- Mauro Bubbico
- Paolo Cabras
- Paolo Caccia
- Italo Giulio Caiati
- Mario Campagnoli
- Giovanni Caravita
- Rodolfo Carelli
- Egidio Carenini
- Natale Carlotto
- Giuseppe Caroli
- Gianuario Carta
- Francesco Casati
- Carlo Casini
- Albertino Castellucci (v funkciji do 15.5.1980)
- Giuseppe Sposetti (prevzel 21.5.1980)

- Francesco Cattanei
- Stefano Cavaliere
- Paola Cavigliasso
- Giuseppe Ceni
- Gianni Cerioni
- Carlo Chirico
- Leonardo Ciannamea
- Bartolomeo Ciccardini
- Severino Citaristi
- Ezio Citterio
- Emilio Colombo
- Felice Contu
- Renato Corà
- Marino Corder
- Francesco Cossiga
- Giuseppe Costamagna
- Nino Cristofori
- Sergio Cuminetti
- Mario Dal Castello
- Giuseppe Antonio Dal Maso
- Emo Danesi (v funkciji do 27.10.1981)
- Enzo Meucci (prevzel 4.11.1981)

- Clelio Darida
- Massimo De Carolis
- Germano De Cinque
- Vincenzo De Cosmo
- Ciriaco De Mita
- Alfredo De Poi
- Costante Degan
- Giuseppe Degennaro
- Giovanni Del Rio (v funkciji do 14.7.1982)
- Carlo Molè (prevzel 15.7.1982, v funkciji do 8.11.1982)
- Maria Chiara Rosso (prevzela 9.11.1982)

- Renato Dell'Andro
- Antonino Drago
- Enzo Erminero
- Franco Evangelisti
- Antonio Falconio
- Luciano Faraguti
- Camillo Federico
- Mario Fioret
- Giovannino Fiori
- Publio Fiori
- Elio Fontana
- Giovanni Angelo Fontana
- Arnaldo Forlani
- Giuseppe Fornasari
- Franco Foschi
- Luigi Foti
- Carlo Fracanzani
- Giovanni Gaiti
- Luigi Michele Galli
- Giovanni Galloni (v funkciji do 11.6.1981)
- Carlo Felici (prevzel 24.6.1981)

- Mariapia Garavaglia
- Giuseppe Gargani
- Mario Gargano
- Alberto Garocchio
- Raffaele Garzia
- Remo Gaspari
- Antonio Gava
- Luigi Giglia
- Giovanni Gioia (v funkciji do 27.11.1981)
- Alberto Alessi (prevzel 3.12.1981)

- Tarcisio Gitti
- Giovanni Goria
- Natale Gottardo
- Ugo Grippo
- Luigi Gui
- Antonino Gullotti
- Mauro Ianniello
- Lino Innocenti
- Bruno Kessler
- Giuseppe La Loggia
- Salvatore La Rocca (v funkciji do 27.4.1983)
- Benito Cazora (prevzel 27.4.1983)

- Mario Bruno Laganà
- Pasquale Lamorte
- Vito Lattanzio
- Pino Leccisi
- Giuseppe Leone
- Nicola Lettieri
- Lodovico Ligato
- Concetto Lo Bello
- Arcangelo Lobianco
- Antonino Lombardo
- Pino Lucchesi
- Francesco Lussignoli
- Franco Maria Malfatti
- Piergiovanni Malvestio
- Vincenzo Mancini
- Guido Mantella
- Virginiangelo Marabini
- Fiorenzo Maroli
- Maria Eletta Martini
- Antonio Marzotto Caotorta
- Clemente Mastella
- Antonio Matarrese
- Giovanni Matta (v funkciji do 8.3.1983)
- Ernesto Di Fresco (prevzel 16.3.1983)

- Antonio Mario Franco Mazzarrino
- Francesco Mazzola
- Roberto Mazzotta
- Gioacchino Meneghetti
- Carmine Mensorio
- Enrico Menziani
- Francesco Merloni
- Carlo Merolli
- Filippo Micheli
- Riccardo Misasi
- Gianpaolo Mora
- Paolo Enrico Moro
- Vito Napoli
- Franco Orione
- Bruno Orsini
- Gianfranco Orsini
- Filippo Maria Pandolfi
- Renzo Patria
- Vincenzo Pavone
- Gianmario Pellizzari
- Erminio Pennacchini
- Antonino Perrone
- Amerigo Petrucci
- Angelo Picano
- Rolando Picchioni
- Enea Piccinelli
- Flaminio Piccoli
- Maria Santa Piccoli
- Beppe Pisanu
- Natale Pisicchio
- Ferruccio Pisoni
- Giovanni Porcellana
- Costante Portatadino
- Giorgio Postal
- Giovanni Prandini
- Ernesto Pucci
- Calogero Pumilia
- Vittoria Quarenghi
- Francesco Quattrone
- Giuseppe Quieti
- Luciano Radi
- Emidio Revelli (v funkciji od 9.9.1980)
- Gianfranco Rocelli
- Virginio Rognoni
- Alberto Rossi
- Luigi Rossi di Montelera
- Emilio Rubbi
- Raffaello Rubino
- Attilio Ruffini
- Giuseppe Russo
- Raffaele Russo
- Vincenzo Russo
- Gianfranco Sabbatini
- Franco Salvi
- Nicola Sanese
- Carlo Sangalli
- Giorgio Santuz
- Angelo Sanza
- Alessandro Scaiola
- Oscar Luigi Scalfaro
- Vito Scalia
- Vincenzo Scarlato
- Vincenzo Scotti
- Michele Scozia
- Giacomo Sedati
- Giuliano Silvestri
- Giuseppe Sinesio
- Francesco Sobrero
- Edoardo Speranza
- Bruno Stegagnini
- Antonio Tancredi
- Michele Tantalo
- Mario Tassone
- Aristide Tesini
- Giancarlo Tesini
- Giorgio Tombesi
- Giacinto Urso
- Salvatore Urso
- Mario Usellini
- Bruno Vecchiarelli
- Antonio Ventre
- Anna Maria Vietti
- Bruno Vincenzi
- Michele Viscardi
- Benigno Zaccagnini
- Giuseppe Zamberletti
- Bruno Zambon
- Antonio Zanforlin
- Antonino Zaniboni
- Michele Zolla
- Pietro Zoppi
- Giuliano Zoso
- Giuseppe Zuech
- Giuseppe Zurlo

Dne 27.8.1982 se je pridružil skupini poslanec Fiorentino Sullo - originalno član skupine Misto

### Italijanska komunistična partija

#### Predsednik
- Alessandro Natta (v funkciji do 12.7.1979)
- Fernando Di Giulio (v funkciji od 12.7.1979 do 28.8.1981)
- Giorgio Napolitano (v funkciji od 26.10.1981)

#### Podpredsedniki
- Abdon Alinovi
- Fernando Di Giulio (v funkciji do 12.7.1979)
- Ugo Spagnoli

#### Sekretarji
- Eriase Belardi Merlo (v funkciji od 26.10.1981)
- Alberto Cecchi
- Cecilia Chiovini Facci (v funkciji od 30.10.1979 do 26.10.1981)
- Bruno Fracchia
- Adriana Lodi Faustini Fustini (v funkciji do 30.10.1979)
- Mario Pochetti

#### Člani
- Nicola Adamo (v funkciji do 19.2.1980)
- Salvatore Forte (prevzel 28.2.1980)

- Guido Alborghetti
- Francesco Alici
- Paolo Allegra
- Giuseppe Amarante
- Franco Ambrogio
- Giorgio Amendola (v funkciji do 5.6.1980)
- Luigi Matrone (prevzel 12.6.1980)

- Cesare Amici
- Vito Angelini
- Varese Antoni
- Mario Arnone (v funkciji do 9.9.1980)
- Novello Pallanti (prevzel 9.9.1980)

- Alberto Asor Rosa (v funkciji do 25.11.1980)
- Piero Pratesi (prevzel 27.11.1980, v funkciji do 17.12.1980)
- Luca Pavolini (prevzel 18.12.1980)

- Roberto Baldassari
- Vincenzo Baldassi
- Arnaldo Baracetti
- Maria Immacolata Barbarossa Voza
- Luciano Barca
- Pietro Barcellona
- Mario Andrea Bartolini
- Giulio Bellini
- Antonio Bellocchio
- Enrico Berlinguer
- Giovanni Berlinguer
- Antonio Bernardi
- Vinicio Bernardini
- Bruno Bernini
- Eletta Bertani Fogli
- Giovanni Bettini
- Romana Bianchi Beretta
- Giancarlo Binelli
- Fausto Bocchi
- Luigi Boggio
- Piera Bonetti Mattinzoli
- Giovanna Bosi Maramotti
- Pier Giorgio Bottarelli
- Angela Maria Bottari
- Rosanna Branciforti
- Federico Brini
- Paolo Pietro Broccoli
- Antonino Brusca
- Paola Buttazzoni Tonellato
- Massimo Cacciari
- Armando Calaminici
- Vasco Calonaci
- Giancarlo Cantelmi
- Leo Canullo
- Guido Cappelloni
- Guido Carandini (v funkciji do 22.6.1982)
- Rosella Palmini Lattanzi (prevzela 30.6.1982)

- Maria Teresa Carloni Andreucci
- Pietro Carmeno
- Giuseppe Carrà
- Antonio Caruso
- Giorgio Casalino
- Anna Maria Castelli Migali
- Giuseppe Castoldi
- Enea Cerquetti
- Gianluca Cerrina Feroni
- Fabio Maria Ciuffini
- Maria Cocco
- Giancarla Codrignani
- Giulio Colomba
- Flavio Colonna (v funkciji do 27.6.1982)
- Augusto Antonio Barbera (prevzel 30.6.1982)

- Lucia Cominato
- Cristina Conchiglia
- Antonio Conte
- Pietro Conti
- Nadia Corradi
- Mario Cravedi
- Antonino Cuffaro
- Rocco Curcio
- Francesco Da Prato
- Giuseppe D'Alema
- Paolo De Caro
- Michele De Gregorio
- Domenico Di Simone
- Riccardo Di Corato
- Arnaldo Di Giovanni
- Fernando Di Giulio (v funkciji do 28.8.1981)
- Livio Boncompagni (prevzel 8.9.1981)

- Francesco Dulbecco
- Attilio Esposto
- Orlando Fabbri
- Adriana Fabbri Seroni
- Adolfo Facchini
- Ivo Faenzi
- Guido Fanti
- Franco Ferri
- Angela Francese
- Giovanni Furia
- Pietro Gambolato
- Natalino Gatti
- Andrea Geremicca
- Giovanni Giadresco
- Angela Giovagnoli Sposetti
- Raffaele Giura Longo
- Giuliano Gradi
- Michele Graduati
- Maria Teresa Granati Caruso
- Lelio Grassucci
- Enrico Gualandi
- Guido Ianni
- Pietro Ichino
- Pietro Ingrao
- Nilde Iotti
- Pio La Torre (v funkciji do 30.4.1982)
- Mario Arnone (prevzel 12.5.1982, v funkciji do 9.6.1982)
- Domenico Bacchi (prevzel 10.6.1982)

- Valentina Lanfranchi Cordioli
- Francesco Loda
- Francesca Lodolini
- Luigi Longo (v funkciji do 16.10.1980)
- Carla Gravina (prevzela 23.10.1980)

- Giorgio Macciotta
- Francesco Macis
- Giuseppe Manfredi
- Viller Manfredini
- Salvatore Mannuzzu
- Andrea Margheri
- Alfredo Marraffini
- Francesco Martorelli
- Vitilio Masiello (v funkciji do 2.2.1983)
- Enrico Piccone (prevzel 3.2.1983)

- Giovanni Migliorini
- Rosalba Molineri
- Saverio Monteleone
- Renzo Moschini
- Giovanni Motetta
- Carla Federica Nespolo
- Achille Occhetto
- Mauro Olivi
- Pierluigi Onorato
- Francesco Ottaviano
- Morena Amabile Pagliai
- Giancarlo Pajetta
- Fulvio Palopoli
- Mario Pani
- Alessio Pasquini
- Aldo Pastore
- Maria Augusta Pecchia
- Eugenio Peggio
- Giovanni Pellicani
- Tommaso Perantuono
- Giuseppe Pernice
- Giuseppe Pierino
- Franco Politano
- Franco Proietti
- Emilio Pugno
- Elio Quercioli
- Edmondo Raffaelli
- Carlo Ramella
- Alfredo Reichlin
- Raimondo Ricci
- Salvatore Rindone
- Riccardo Romano (v funkciji od 20.5.1981)
- Angela Maria Rosolen
- Giovanni Rossino
- Antonio Rubbi
- Ersilia Salvato
- Egizio Sandomenico
- Edoardo Sanguineti
- Milena Sarri
- Armando Sarti
- Angelo Satanassi
- Alba Scaramucci Guaitini
- Rino Serri (v funkciji od 14.11.1979)
- Tommaso Sicolo
- Agostino Spataro
- Gianfranco Tagliabue
- Rolando Tamburini
- Sergio Tesi
- Francesco Toni
- Giovanni Torri
- Aldo Tortorella
- Aldo Tozzetti
- Ivanne Trebbi Aloardi
- Giuseppe Siro Trezzini (v funkciji do 18.12.1979)
- Anna Maria Ciai Trivelli (prevzela 20.12.1979)

- Rubes Triva
- Antonello Trombadori
- Rosalia Vagli
- Ugo Vetere (v funkciji do 27.10.1981)
- Silvio Antonellis (prevzel 4.11.1981)

- Giuseppe Vignola
- Luciano Violante
- Biagio Virgili
- Paolo Zanini
- Antonio Zavagnin
- Francesco Zoppetti

Dne 29.1.1981 se je pridružil skupini poslanec Silverio Corvisieri - originalno član Mešane skupine - Neodvisne levice

### Italijanska socialistična stranka

#### Predsednik
- Vincenzo Balzamo (v funkciji do 4.4.1980)
- Silvano Labriola (v funkciji od 15.4.1980)

#### Podpredsedniki
- Mario Casalinuovo (v funkciji od 6.5.1980 do 3.7.1980)
- Filippo Fiandrotti (v funkciji od 14.12.1982)
- Mario Raffaelli (v funkciji od 30.7.1981 do 7.12.1982)
- Mauro Seppia (v funkciji od 6.5.1980)

#### Sekretarji
- Marte Ferrari (v funkciji od 14.12.1982)
- Mario Raffaelli (v funkciji od 6.5.1980 do 30.7.1981)
- Maurizio Sacconi (v funkciji od 6.5.1980)
- Domenico Susi (v funkciji od 30.7.1981)

#### Člani
- Falco Accame (v funkciji od 15.7.1979)
- Michele Achilli
- Guido Alberini
- Natale Amodeo
- Salvo Andò
- Aldo Aniasi
- Paolo Babbini
- Franco Bassanini

poslanec do 10.10.1981 in se potem pridruži Mešani skupini - Neodvisni levici
- Felice Borgoglio
- Luigi Buccico (v funkciji do 29.9.1979)
- Antonio Carpino (prevzel 4.10.1979)

- Antonio Caldoro
- Antonio Enrico Canepa (v funkciji do 31.3.1983)
- Paolo Caviglia (prevzel 13.4.1983)

- Nicola Capria
- Fabrizio Cicchitto
- Francesco Colucci
- Carmelo Conte
- Luigi Covatta
- Bettino Craxi
- Angelo Cresco
- Francesco De Martino
- Gianni De Michelis
- Paris Dell'Unto
- Giuseppe Di Vagno jr.
- Luigi Dino Felisetti
- Francesco Forte
- Loris Fortuna
- Giorgio Gangi
- Giuseppe La Ganga
- Lelio Lagorio
- Salvatore Lauricella (v funkciji do 25.3.1981)
- Vito Cusumano (prevzel 26.3.1981)

- Claudio Lenoci
- Roberto Liotti (v funkciji do 13.1.1983)
- Ercoliano Monesi (prevzel 19.1983)

- Riccardo Lombardi
- Maria Magnani Noya
- Enrico Manca
- Giacomo Mancini
- Claudio Martelli
- Giorgio Mondino
- Giovanni Nonne
- Roberto Palleschi
- Damiano Potì
- Francesco Principe
- Nevo Querci
- Giuseppe Reina
- Gaspare Saladino
- Elvio Alfonso Salvatore
- Ermido Santi
- Stefano Servadei
- Claudio Signorile
- Valdo Spini
- Angelo Tiraboschi
- Giuseppe Tocco
- Nicola Trotta

### Italijansko socialno gibanje - Nacionalna desnica

#### Predsednik
- Alfredo Pazzaglia

#### Podpredsedniki
- Francesco Giulio Baghino

#### Sekretarji
- Pietro Pirolo (v funkciji od 22.11.1979)
- Girolamo Rallo (v funkciji od 26.4.1982)
- Giuseppe Rubinacci (v funkciji od 29.7.1980 do 26.4.1982)
- Nino Sospiri (v funkciji od 5.7.1979 do 22.11.1979)

#### Člani
- Massimo Abbatangelo
- Giorgio Almirante
- Giulio Caradonna
- Olindo Del Donno
- Franco Franchi
- Agostino Greggi

poslanec do 2.4.1981 in se potem pridruži skupini Misto
- Antonio Guarra
- Guido Lo Porto
- Antonino Macaluso
- Ugo Martinat
- Domenico Mennitti
- Vito Miceli
- Antonio Parlato
- Giovanni Pellegatta (v funkciji do 2.9.1980)
- Pino Rauti
- Pino Romualdi
- Giuseppe Rubinacci
- Orazio Santagati (v funkciji do 28.3.1983)
- Giovanbattista Davoli (prevzel 30.3.1983, v funkciji do 11.4.1983)
- Paolo Tringali (prevzel 13.4.1983)

- Franco Servello
- Tomaso Staiti di Cuddia delle Chiuse
- Giuseppe Tatarella
- Enzo Trantino
- Mirko Tremaglia
- Antonino Tripodi
- Raffaele Valensise
- Marcello Zanfagna

### Italijanska socialistična demokratska stranka

#### Predsednik
- Alessandro Reggiani

#### Podpredsedniki
- Costantino Belluscio (v funkciji od 20.3.1980)
- Enrico Rizzi (v funkciji od 20.3.1980)

#### Sekretarji
- Giovanni Cuojati (v funkciji od 20.3.1980)

#### Člani
- Giuseppe Amadei
- Alberto Bemporad (v funkciji do 9.9.1980)
- Alberto Ciampaglia
- Bruno Corti
- Silvano Costi
- Michele Di Giesi
- Baldassarre Furnari
- Pietro Longo
- Dino Madaudo
- Renato Massari
- Matteo Matteotti
- Franco Nicolazzi
- Luigi Preti
- Martino Scovacricchi
- Fiorentino Sullo

poslanec do 7.1.1982 in se potem pridruži skupini Misto
- Carlo Vizzini

### Republikanska stranka

#### Predsednik
- Oscar Mammì (v funkciji do 29.7.1981)
- Adolfo Battaglia (v funkciji od 29.7.1981)

#### Podpredsedniki
- Antonio Del Pennino

#### Sekretarji
- Mauro Dutto (v funkciji od 29.7.1980)
- Vitale Robaldo (v funkciji do 29.7.1980)

#### Člani
- Susanna Agnelli
- Pasquale Bandiera
- Oddo Biasini
- Giorgio Bogi
- Francesco Compagna (v funkciji do 24.7.1982)
- Alfredo Arpaia (prevzel 4.9.1982)

poslanec do 4.10.1982 in se potem pridruži skupini Misto
- Enrico Ermelli Cupelli
- Aristide Gunnella
- Giorgio La Malfa
- Vittorio Olcese
- Gianni Ravaglia
- Emanuele Terrana (v funkciji do 1.9.1979)
- Aldo Gandolfi (prevzel 10.9.1979)

### Radikalna stranka

#### Predsedniki
- Marco Pannella (v funkciji do 20.8.1979)
- Adelaide Aglietta (v funkciji od 20.8.1979 do 8.1.1982)
- Emma Bonino (v funkciji od 8.1.1982)

#### Podpredsedniki
- Emma Bonino (v funkciji od 8.1.1982)
- Roberto Cicciomessere (v funkciji od 20.8.1979 do 8.1.1982)
- Mimmo Pinto (v funkciji od 8.1.1982 do 13.1.1983)
- Francesco Roccella (v funkciji od 8.1.1982)
- Alessandro Tessari (v funkciji od 8.1.1982)

#### Sekretarji
- Alessandro Tessari (v funkciji od 20.8.1979 do 8.1.1982)

#### Člani
- Aldo Ajello

poslanec do 13.1.1983 in se potem pridruži skupini Misto-Gruppo Diritti Umani
- Marco Boato

poslanec do 13.1.1983 in se potem pridruži skupini Misto-Gruppo Diritti Umani
- Marcello Crivellini (v funkciji do 12.5.1982)
- Franco Corleone (prevzel 12.5.1982)

- Francesco De Cataldo

poslanec do 16.3.1983 in se potem pridruži skupini Misto
- Adele Faccio
- Maria Luisa Galli

poslanka do 10.6.1980 in se potem pridruži skupini Gruppo Misto-Sinistra Indipendente 
- Maria Antonietta Macciocchi (v funkciji do 16.1.1980)
- Pio Baldelli (prevzel 17.1.1980)

poslanec do 15.11.1981 in se potem pridruži skupini Misto-Sinistra Indipendente
- Gianluigi Melega (v funkciji do 12.5.1982)
- Giuseppe Calderisi (prevzel 13.5.1982)

- Mauro Mellini
- Marco Pannella (v funkciji do 18.11.1980)

Giuseppe Rippa (prevzel 20.11.1980)
poslanec do 15.3.1983 in se potem pridruži skupini Gruppo Misto
- Mimmo Pinto

poslanec do 13.1.1983 in se potem pridruži skupini Misto-Gruppo Diritti Umani
- Leonardo Sciascia
- Massimo Teodori

### Italijanska liberalna stranka

#### Predsednik
- Aldo Bozzi

#### Člani
- Renato Altissimo
- Antonio Baslini
- Alfredo Biondi
- Raffaele Costa
- Giorgio Ferrari
- Egidio Sterpa
- Valerio Zanone
- Cesare Zappulli

### Partija proletarske enotnosti za komunizem

#### Predsednik
- Eliseo Milani

#### Podpredsedniki
- Alfonso Gianni

#### Člani
- Luca Cafiero
- Luciana Castellina (v funkciji do 4.10.1979)
- Famiano Crucianelli (prevzel 11.10.1979)

- Mario Catalano
- Lucio Magri

### Mešana skupina

#### Predsednik
- Carlo Galante Garrone (Sin.Ind.)

#### Podpredsedniki
- Roland Riz (SVP)

#### Sekretarji
- Aldo Rizzo (Sin.Ind.) (v funkciji od 26.9.1980)

#### Sestavni del Neodvisne levice
- Silverio Corvisieri

poslanec do 29.1.1981 in se potem pridruži Partito Comunista Italiano
- Giovanni Giudice
- Mario Giuliano
- Gustavo Minervini
- Domenico Napoletano (v funkciji do 8.5.1981)
- Stefano Rodotà
- Luigi Spaventa
- Altiero Spinelli

Dne 9.12.1980 se pridruži skupini poslanka Maria Luisa Galli - originalno članica Gruppo Partito Radicale
Dne 10.10.1981 se je pridružil skupini poslanec Franco Bassanini - originalno član Gruppo Partito Socialista Italiano
Dne 15.11.1981 se je pridružil skupini poslanec Pio Baldelli - originalno član Gruppo Partito Radicale

#### Sestavni delJužnotirolske ljudske stranke
- Hans Benedikter
- Hubert Frasnelli
- Hugo Gamper (v funkciji do 21.8.1979)

Michl Ebner (prevzel 18.9.1979)

#### Sestavni del Gruppo Diritti Umani
Dne 13.1.1983 se pridružijo skupini Aldo Ajello, Marco Boato in Mimmo Pinto - originalno člani Partito Radicale

#### Sestavni del Movimento Democratico Popolare
- Cesare Dujany

#### Sestavni del Associazione per Trieste
- Aurelia Benco

#### Drugi člani
Dne 2.4.1981 se je pridružil skupini poslanec Agostino Greggi - originalno član Movimento Sociale Italiano-Destra Nazionale
Dne 7.1.1982 se je pridružil skupini poslanec Fiorentino Sullo - originalno član Partito Socialista Democratico Italiano. Poslanec ostane do 27.8.1982 in se potem pridruži Krščanskim demokratom
Dne 4.10.1982 se je pridružil skupini poslanec Alfredo Arpaia - originalno član Gruppo Repubblicano
Dne 15.3.1983 se je pridružil skupini poslanec Giuseppe Rippa - originalno član Partito Radicale
Dne 16.3.1983 se je pridružil skupini poslanec Francesco De Cataldo - originalno član Partito Radicale